# SimCity Social
SimCity Social — условно бесплатная игра — градостроительный симулятор, является продолжением линейки игр SimCity и разработана как онлайн-игра для социальной сети Facebook, позволяющая пользователю развивать город и взаимодействовать с городами, созданными друзьями facebook. Разработкой игры занимались студии Maxis и Playfish, выпуском компания Electronic Arts. Игра была впервые представлена на выставке Electronic Entertainment Expo 2012. Выход игры состоялся 25 июня 2012 года.
14 июня 2013 года, EA Games прекратила поддержку игры в facebook наряду с The Sims Social и Pet Society, чтобы перенаправить ресурсы на более новые и популярные на тот момент проекты.

## Игровой процесс
Симулятор предлагает строить город, развивать его инфраструктуру. Игрок не должен следовать заготовленному сценарию развития и волен строить город в соответствии со своими капризами и желаниями. Игровой экран представляет собой изометрическую псевдотрёхмерную проекцию. В отличие от компьютерных версий SimCity, в игре нет макроменеджмента, вместо этого игрок должен заботится о том, чтобы город добывал, производил и обрабатывал необходимые ресурсы, чтобы из них дальше строить город, заводы и расширять территорию. Ресурсы также можно приобрести за реальную плату и выполнение квестов. Игрок может также продавать и покупать ресурсы у других игроков. В игре периодически появляются временные квесты, выполняя их, игрок получает особые награды и доступ к строительству новых зданий.

## Разработка
Идея о разработке браузерной версии SimCity пришла после большого успеха игры CityVille 2010 года выпуска. Над созданием игры в основном работала студия Playfish, также в разработке принимали участие несколько дизайнеров из студии Maxis, которые позже использовали свой опыт при создании компьютерной игры SimCity. Предполагалось, что новая игра сможет конкурировать с CityVille и перетянет к себе часть её игроков. Разработчики решили сделать акцент на динамичном развитии города, например здания могут сами модернизироваться в зависимости от действий игрока, или же жители начнут протестовать, если их не обеспечивать необходимыми благами. Было решено сделать особый акцент на общении с другими игроками и взаимодействии с их городами. Также разработчики отказались от макроменеджмента в пользу добычи ресурсов в соответствии с freemium-моделью игры. Графика игры и визуальные эффекты напоминают SimCity 3000 1999 года выпуска.

## Критика
| Иноязычные издания | Иноязычные издания |
| Издание            | Оценка             |
| ------------------ | ------------------ |
| Игры@Mail          | 7/10               |
| Kotaku             | стоит играть       |
| Gamezebo           | [ 7 ]              |

Игра получила в основном положительные оценки критиков. Так Майк Фахей из Kotaku заметил, что даже несмотря на то, что SimCity Social лишена той экономической глубины, которой наделены игры SimCity для компьютеров, она мгновенно затягивает игрока, побуждая его снова и снова возвращаться и дальше строить город. Игра выглядит ярко и имеет множество красивых декораций, которые позволят игроку обустраивать город в соответствии со своим вкусовыми предпочтениями. Тем не менее Майк не оценил, что игра привязана к Facebook, желая видеть её также на других платформах. Светлана Карачарова из Игры@Mail заметила, что несмотря на преемственность игры в линейке SimCity, SimCity Social фактически всё украла из CityVille вплоть «до меню управления, цвета коробок или оформления иконок». Сначала простые сюжетные линии увлекают игрока, но со временем выполнение квестов становится скучнее. Тем не менее от CityVille игру отличает необходимость грамотно расставлять здания и объекты инфраструктуры, так как близость зданий с парками, школами и музеями например повышает престижность района, а близость к фабрикам наоборот. С одной стороны, игра обладает красивым и ярким дизайном, но с другой стороны выглядит вторичной, а её квесты — скучными.